# Павлуцкий, Дмитрий Иванович
Дми́трий Ива́нович Павлу́цкий (1??? — 14 [25] марта 1747, устье реки Орловая близ Анадырского острога) — российский офицер, драгунский майор, руководитель военных экспедиций на Чукотку.

## Биография

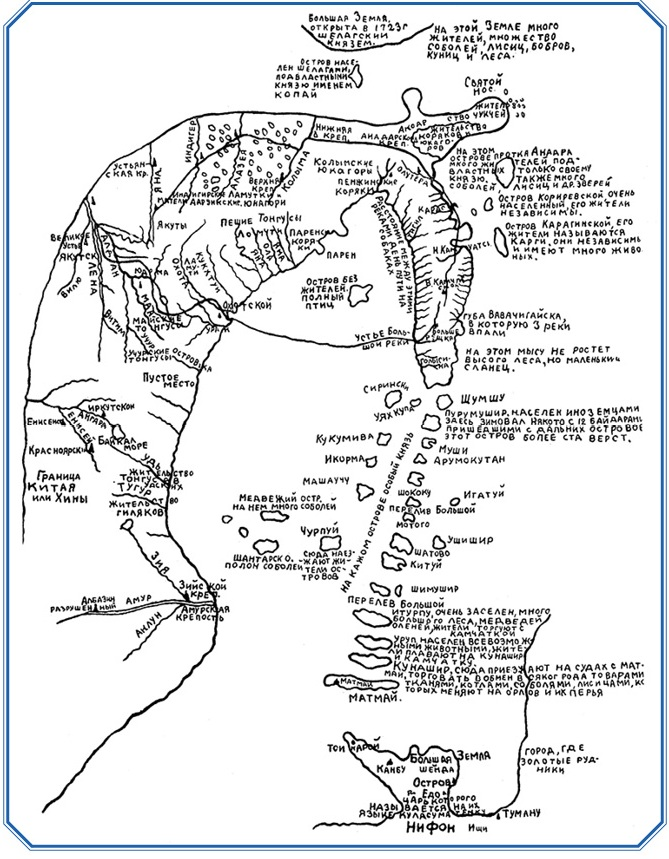
Карта Дальнего Востока, составленная по результатам экспедиции Шестакова - Павлуцкого

Родился, вероятно, в Тобольске, в дворянской семье с белорусско-литовскими корнями. Его прадед Ян Павлуцкий поступил на русскую службу после Смутного времени начала XVII века, направлен был на службу в Тобольск, где в 1622—1624 годах произвёл первую перепись населения. 
В 1727 году в чине капитана драгунского полка с отрядом в 400 казаков отправлен на Чукотку «для отыскания новых землиц и призыву в подданство немирных иноземцев» в составе экспедиции Афанасия Шестакова, однако из-за возникших разногласий отделился от неё. Прибыв 29 июня 1728 года в Якутск, Павлуцкий и Шестаков стали действовать независимо друг от друга. Шестаков с меньшей частью отряда 22 июня 1729 года отправился в Охотск, а Павлуцкий с основными силами 4 декабря 1729 году отправился к Анадырскому острогу.
После гибели Шестакова в марте 1730 года в битве при Егаче Павлуцкий был назначен руководителем экспедиции и произведён в майоры.
В сентябре 1730 года Павлуцкий прибыл в Анадырский острог, зимовал здесь и в 1731 году совершил поход против чукчей с целью защиты принявших российское подданство коряков. Разбив чукчей в нескольких крупных сражениях, прошёл от Чукотского до Шелагского мыса и вернулся в Анадырский острог. В 1732 году совершил поход против восставших коряков, разгромив их на реке Парень. 
В 1733—1739 годах возглавлял казачество на Камчатке, принимал меры к распространению земледелия и скотоводства среди коренного населения, в частности подарил камчадалам первую пару рогатого скота.
В 1739—1742 годах служил воеводой в Якутске, в 1742 году сенатским указом вновь направлен на Анадырь. Совершил походы на Чукотский полуостров в 1744 году и к Чаунской губе в 1746 году. Составлял карты.
Во время боевых действий в 1731—1732 годах в трёх стычках разбил чукчей, убив около 1 000 человек и добыв более 40 000 оленей, являющихся основой жизнедеятельности чукчей.
Убит в бою с чукчами на реке Орловой 14 [25] марта 1747 года. Похоронен в Якутске.

## Семья
Его жена Анна Филипповна жила в Якутске. Известный русский исследователь Камчатки С. П. Крашенинников был женат на его племяннице.